# Anna Nahowski
Anna Nahowski ( Viena - 18 de junio,1860, Viena - 23 de marzo de 1931) fue la amante del emperador Francisco José I (casado con la Emperatriz Sissi) entre 1875-1888. 
A la edad de 14 años, Anna se casó con el industrial Johann Heuduck y luego con Franz Nahowski, funcionario de la compañía de ferrocarriles. En 1875 conoció al emperador en los jardines del
Palacio de Schönbrunn. Anna Nahowski vivía con su esposo en Viena Hetzendorf en la Schönbrunn Allee número 12 (con una entrada secreta para su amante) y desde 1884 en Viena Hietzing 13, Maxingstraße junto a los jardines del Palacio de Schönbrunn.
En 1889 Anna descubrió que Franz Joseph mantenía al mismo tiempo una relación con Katharina Schratt, "amante oficial" y que supuestamente quería comprar la casa recién adquirida Franz Nahowski en la Maxingstraße. 
Después de la tragedia del crimen de Mayerling (su hijo el Archiduque Rodolfo, se suicidó por un desengaño pasional con Maria Vetsera, quien apareció muerta en circunstancias nunca esclarecidas), el emperador terminó la relación, siendo Anna indemnizada con un "regalo" de 200.000 florines.
De los hijos de Francisco José, teóricamente Helene Karoline, que se casó con Alban Berg, era de Anna. También se le atribuye otro hijo llamado Franz Joseph que manifestaba algunos trastornos psicológicosy Anna Lebert. 
Anna Nahowski está enterrada en el cementerio de Hietzing (grupo 22 fosa N.º 17) cerca de su edificio de apartamentos en la Maxingstraße. Katharina Schratt fue enterrada en el mismo cementerio.
Su diario fue liberado para su publicación después de la muerte de su hija Helene Berg en 1976.

## Literatura
- Friedrich Saathen (ed.) Anna Nahowski und Kaiser Franz Josef. Aufzeichnungen. Böhlau, Viena 1986, ISBN 3-205-05037-1.